# عين الفوار (حمص)
عين الفوار (عين القط سابقاً) قرية سورية تتبع ناحية شين في منطقة حمص في محافظة حمص. بلغ عدد سكانها 623 نسمة في عام 2004 حسب إحصاء المكتب المركزي للإحصاء.